# Biostrophe
Biostrophe (altgriechisch Βιοστροφή Biostrophḗ) ist eine Amazone der griechischen Mythologie.
Sie erscheint bei Johannes Tzetzes als eine der Begleiterinnen der Penthesilea, die den Trojanern im Trojanischen Krieg beistehen. Beim Kampf vor den Toren Trojas wird sie von Achilleus getötet.